# Спарре, Сигрид
Сигрид Спарре (швед. Sigrid Sparre; 1 сентября 1825, Нюгорд — 17 ноября 1910, Стокгольм), — шведская придворная дама, известная своими отношениями с королём Швеции Карлом XV.

## Биография
Сигрид Спарре была дочерью генерал-майора барона Сикстена Давида Спарре и Софии Амалии Элеоноры Левенгаупт, а также двоюродной сестрой губернатора Кнута Спарре.
Она служила фрейлиной при дворе шведской королевы Жозефины Лейхтенбергской в 1844—1850 годах и прославилась своим любовным романом с наследным принцем Карлом. Королева поручила своему католическому духовнику Якобу Лоренцу Студаху представить доказательства этого романа, поймав их вместе. Это удалось сделать во дворце Тулльгарн в 1850 году, после чего Спарре потеряла своё прежнее положение и была вынуждена покинуть двор, несмотря на протесты Карла. Эта вынужденная разлука со Спарре нанесла серьёзный и длительный ущерб отношениям между Карлом и его матерью, а также укрепила в Карле неприязнь к католицизму. Карл описал Сигрид как свою единственную «настоящую любовь» и сочинил стихотворение, посвящённое ей. Позднее он сказал брату Сигрид Спарре: «твоя сестра была моей единственной любовью — если бы она стала моей, я был бы другим человеком».
В 1852 году Сигрид Спарре вышла замуж за дворянина командора Фредрика Туре Седерстрёма (1808—1886). У неё было три сына, а сама она стала известна своей благотворительной деятельностью во время пребывания своего супруга в должности коменданта Карлскруны (1858—1868). Карл женился на принцессе Луизе Нидерландской в 1850 году, ухаживал за дворянками Стани Экетре и Ауророй Палин и имел отношения сначала с Лаурой Бергнер, а затем с родственницей Сигрид, Юсефиной Спарре.